# Distrito de Yovon
Yovon (en tayiko: Ноҳияи Ёвон) es un distrito de Tayikistán, en la provincia de Khatlon . 
Comprende una superficie de 976 km².
El centro administrativo es la ciudad de Yovon.

## Demografía
Según estimación 2009 contaba con una población total de 176 200 habitantes.

## Otros datos
El código ISO es TJ.KL.JA, el código postal 735310 y el prefijo telefónico +992 3141.